# Oldenburg in Holstein
Oldenburg in Holstein je německé město nedaleko Baltského moře ležící v historické zemi Holštýnsko a v dnešní spolkové zemi Šlesvicko-Holštýnsko. Nejbližším větším městem je Lübeck.

## Historie
Na místě Oldenburgu vzniklo slovanské hradiště nazývané později Oldenburger Wall. Německé jméno je odvozeno od slovanského názvu Starigard „starý hrad“, stejně jako název latinský Aldinburg/Altenburg. Z hradiště se stal významný přístav a středisko slovanského kmene Vagrů a mezi lety 948 a 972 zde vzniklo biskupství spadající do hamburské arcidiecéze. Dějiny tohoto biskupství tvoří velkou část vyprávění Kroniky Slovanů Helmolda z Bosau z 60.–70. let 12. století. Kolem roku 1150 zde byl postaven kostel svatého Jana, pravděpodobně nejstarší větší kostelní stavba z pálených cihel v Evropě. Pravděpodobně roku 1154 byl zničen místní posvátný háj boha Proveho. Přibližně v polovině 12. století začalo ve městě slovanské obyvatelstvo ztrácet svůj vliv a sídlo biskupství bylo přeneseno do Lübecku biskupem Geroldem. Vlivem zanášení písku se Oldenburg stal vnitrozemským městem, ale až do začátku 17. století fungoval jako přístav díky kanálu Oldenburger Graben.